# 小行星4393
小行星4393（4393 Dawe）是一颗绕太阳运转的小行星，为主小行星带小行星。该小行星于1978年11月7日发现。

## 轨道参数
小行星4393的轨道半长轴为3.2142853 UA，离心率为0.130。